# Lou Amundson
Louis Gabriel Amundson, detto Lou (Ventura, 7 dicembre 1982), è un ex cestista statunitense, professionista in NBA e nelle Filippine.

## Statistiche

### College
| Anno      | Squadra        | PG  | PT | MP   | TC%  | 3P% | TL%  | RP  | AP  | PRP | SP  | PP   |
| --------- | -------------- | --- | -- | ---- | ---- | --- | ---- | --- | --- | --- | --- | ---- |
| 2001-2002 | UNLV R. Rebels | 30  | 1  | 10,5 | 50,0 | -   | 59,5 | 2,3 | 0,3 | 0,5 | 0,3 | 2,8  |
| 2003-2004 | UNLV R. Rebels | 31  | 8  | 16,1 | 52,5 | 0,0 | 52,2 | 4,1 | 0,4 | 0,5 | 0,9 | 4,5  |
| 2004-2005 | UNLV R. Rebels | 30  | 30 | 24,2 | 56,1 | -   | 28,8 | 7,5 | 0,4 | 1,0 | 1,4 | 7,8  |
| 2005-2006 | UNLV R. Rebels | 29  | 29 | 28,1 | 52,8 | -   | 57,5 | 8,6 | 1,1 | 1,1 | 1,3 | 14,3 |
| Carriera  | Carriera       | 120 | 68 | 19,6 | 53,5 | 0,0 | 50,3 | 5,6 | 0,5 | 0,8 | 1,0 | 7,2  |

### NBA

#### Regular Season
| Anno      | Squadra             | PG  | PT | MP   | TC%  | 3P% | TL%  | RP  | AP  | PRP | SP  | PP  |
| --------- | ------------------- | --- | -- | ---- | ---- | --- | ---- | --- | --- | --- | --- | --- |
| 2006-2007 | Utah Jazz           | 1   | 0  | 2,0  | -    | -   | -    | 0,0 | 0,0 | 0,0 | 0,0 | 0,0 |
| 2006-2007 | Philadelphia 76ers  | 10  | 0  | 8,7  | 40,0 | -   | 40,0 | 2,8 | 0,1 | 0,1 | 0,8 | 1,6 |
| 2007-2008 | Philadelphia 76ers  | 16  | 0  | 4,0  | 50,0 | -   | 28,6 | 0,8 | 0,0 | 0,1 | 0,1 | 1,1 |
| 2008-2009 | Phoenix Suns        | 76  | 0  | 13,7 | 53,6 | 0,0 | 44,2 | 3,6 | 0,4 | 0,4 | 0,9 | 4,2 |
| 2009-2010 | Phoenix Suns        | 79  | 0  | 14,8 | 55,1 | 0,0 | 54,5 | 4,4 | 0,4 | 0,3 | 0,9 | 4,7 |
| 2010-2011 | G.S. Warriors       | 46  | 7  | 15,0 | 45,4 | -   | 39,1 | 4,0 | 0,4 | 0,3 | 0,7 | 4,3 |
| 2011-2012 | Indiana Pacers      | 60  | 0  | 12,6 | 43,0 | -   | 42,7 | 3,7 | 0,2 | 0,5 | 0,7 | 3,6 |
| 2012-2013 | Minnesota T'wolves  | 20  | 0  | 8,1  | 36,8 | -   | 20,0 | 2,4 | 0,2 | 0,4 | 0,3 | 1,6 |
| 2012-2013 | Chicago Bulls       | 1   | 0  | 2,0  | 0,0  | -   | -    | 1,0 | 0,0 | 0,0 | 0,0 | 0,0 |
| 2012-2013 | N.O. Hornets        | 18  | 0  | 11,6 | 42,9 | -   | 50,0 | 3,2 | 0,4 | 0,5 | 0,3 | 2,4 |
| 2013-2014 | N.O. Pelicans       | 18  | 0  | 10,2 | 50,0 | -   | 25,0 | 3,1 | 0,3 | 0,5 | 0,6 | 2,1 |
| 2013-2014 | Chicago Bulls       | 1   | 0  | 1,0  | -    | -   | -    | 0,0 | 0,0 | 0,0 | 0,0 | 0,0 |
| 2014-2015 | Cleveland Cavaliers | 12  | 0  | 6,6  | 33,3 | -   | 60,0 | 1,7 | 0,4 | 0,1 | 0,0 | 0,9 |
| 2014-2015 | N.Y. Knicks         | 41  | 35 | 20,9 | 43,2 | 0,0 | 46,3 | 6,0 | 1,6 | 0,5 | 1,3 | 6,0 |
| 2015-2016 | N.Y. Knicks         | 29  | 0  | 7,0  | 35,8 | -   | 51,9 | 1,7 | 0,4 | 0,2 | 0,2 | 1,8 |
| Carriera  | Carriera            | 428 | 42 | 12,9 | 47,4 | 0,0 | 44,4 | 3,6 | 0,4 | 0,4 | 0,7 | 3,7 |

#### Playoffs
| Anno     | Squadra            | PG | PT | MP   | TC%  | 3P% | TL%  | RP  | AP  | PRP | SP  | PP  |
| -------- | ------------------ | -- | -- | ---- | ---- | --- | ---- | --- | --- | --- | --- | --- |
| 2008     | Philadelphia 76ers | 2  | 0  | 5,0  | 50,0 | -   | 50,0 | 3,5 | 0,0 | 0,0 | 0,0 | 2,5 |
| 2010     | Phoenix Suns       | 16 | 0  | 12,1 | 52,8 | -   | 42,9 | 3,5 | 0,1 | 0,4 | 0,4 | 2,9 |
| 2012     | Indiana Pacers     | 11 | 0  | 8,5  | 52,2 | -   | 50,0 | 2,1 | 0,2 | 0,2 | 0,5 | 2,5 |
| Carriera | Carriera           | 29 | 0  | 10,3 | 52,4 | -   | 44,8 | 3,0 | 0,1 | 0,3 | 0,4 | 2,7 |

## Palmarès
- NBA Development League Rookie of the Year Award (2007)
- All-NBDL First Team (2007)